# أنطونيو تشيمينتي
أنطونيو تشيمينتي (بالإيطالية: Antonio Chimenti) لاعب كرة قدم إيطالي يلعب حاليا في نادي الدرجة الأولى يوفنتوس الإيطالي منذ 2008 في مركز حارس مرمى .

## روابط خارجية
- أنطونيو تشيمينتي على موقع قاعدة بيانات كرة القدم.إي يو (الإنجليزية)
- أنطونيو تشيمينتي على موقع Soccerway.com (الإنجليزية)
- أنطونيو تشيمينتي على موقع عالم كرة القدم.نت (الإنجليزية)
- أنطونيو تشيمينتي على موقع كووورة